# 김재덕 (야구 선수)
김재덕(金在德, 1973년 5월 1일 ~ )은 전 KBO 리그 해태 타이거즈의 내야수이다.

## 출신 학교
- 광주상업고등학교